# Luci Hostili Túbul
Luci Hostili Túbul (en llatí: Lucius Hostilius Tubulus) va ser un magistrat romà. Formava part de la gens Hostília i era de la família dels Hostili Túbul.
Va ser pretor l'any 142 aC i va rebre suborns molt obertament quan presidia un judici per assassinat, fins al punt que al següent any Publi Muci Escèvola, que era tribú de la plebs, va iniciar una investigació, a causa de la qual Túbul va ser enviat a l'exili. Ciceró parla d'ell més d'un cop i diu que era un dels homes més vils. Cita un vers de Lucili, en el qual el nom de Túbul es relaciona amb un sacrilegi. Segons Asconi, després se'l va fer tornar per respondre de més crims i es va suïcidar per evitar la pena de mort.